# Franco Atchou
Koffi Franco Atchou (Hédjégan, 3 dicembre 1995) è un calciatore togolese, centrocampista svincolato.

## Carriera

### Club
Ha esordito nel campionato togolese nel 2015, con la maglia del Dynamic Togolais. In seguito ha giocato anche nelle serie minori danesi e nella prima divisione irachena.

### Nazionale
In nazionale ha esordito nel 2015 ed è stato convocato per la Coppa d'Africa 2017.

## Palmarès

### Club

#### Competizioni nazionali
- Coppa d'Iraq: 1

Al-Quwa Al-Jawiya: 2022-2023